# Gortyna lipthaii
Gortyna lipthaii là một loài bướm đêm trong họ Noctuidae.